# 火箭镇
火箭镇，是中华人民共和国黑龙江省绥化市望奎县下辖的一个镇。
2012年6月26日，黑龙江省民政厅批复同意撤销火箭乡，设立火箭镇。

## 行政区划
火箭镇下辖以下地区：
正兰三村、正兰二村、正兰四村、厢兰二村、厢兰三村、厢红二村、厢红三村、坤后二南村、坤后二北村、坤后二南北村和厢白三村。